# Larry Holmes
Larry Holmes (Cuthbert, Georgia, 3 de noviembre de 1949) es un excampeón mundial de boxeo en la categoría pesado. Aunque nacido en Georgia, Holmes ha pasado la mayor parte de su vida en Easton, Pensilvania, lo que dio origen a su apodo de "El asesino de Easton". La International Boxing Research Organization (IBRO) lo ha clasificado entre los 10 mejores pesos pesados de la historia.

## Biografía
Como boxeador profesional, Holmes ganó sus primeros 48 combates, venciendo a rivales de la talla de Ken Norton, Earnie Shavers, Tim Witherspoon, Gerry Cooney, James "Bonecrusher" Smith y, por KO, a Muhammad Ali. Como campeón, Holmes defendió exitosamente su título (parcial o absoluto) 20 veces, una cantidad únicamente superada por las 25 defensas de Joe Louis. Se quedó a sólo una pelea del récord de Rocky Marciano, que se retiró invicto luego de 49 victorias en 49 peleas, cuando perdió en una controvertida pelea frente al campeón semipesado Michael Spinks por decisión unánime en 1985. Luego de perder la pelea de revancha en una decisión dividida, Holmes se retiró a la edad de 36 años.
Holmes, sin embargo, tuvo varias reapariciones en las que trató de recuperar su título. Peleó por el título sin éxito en tres oportunidades, cayendo derrotado ante Mike Tyson en 1988, por nocaut en 4; Evander Holyfield en 1992, por decisión unánime en 12; y Oliver McCall en 1995, por decisión unánime en 12 asaltos. Finalmente se retiró a la edad de 52 después de derrotar a Butterbean por decisión unánime en 10 asaltos, 29 años después de su primera pelea (contra Rodell Dupree, al que ganó por decisión unánime en 4 asaltos), con un registro de 69-6. Holmes fue incluido en el Salón Internacional de la Fama del Boxeo en junio del 2008.

## Récord Profesional
| 69 Victorias (44 knockouts), 6 Derrotas, 0 Empates                                                          |        |                     |      |         |            |                                                                           |                                                                   |
| Res. | Récord | Rival               | Tipo | Asaltos | Día        | Lugar                                                                     | Notas                                                             |
| Victoria | 69–6   | Eric Esch           | UD   | 10      | 27/07/2002 | Norfolk Scope, Norfolk, Virginia, Estados Unidos                          |                                                                   |
| Victoria | 68–6   | Mike Weaver         | TKO  | 6 (10)  | 17/11/2000 | Coast Coliseum, Biloxi, Misisipi, Estados Unidos                          |                                                                   |
| Victoria | 67–6   | James Smith         | TKO  | 8 (10)  | 18/06/1999 | Crown Coliseum, Fayetteville, Carolina del Norte, EE. UU.                 |                                                                   |
| Victoria | 66–6   | Maurice Harris      | SD   | 10      | 29/07/1997 | MSG Theater, Nueva York, Nueva York, EE. UU.                              |                                                                   |
| Derrota | 65–6   | Brian Nielsen       | SD   | 12      | 24/01/1997 | Brondby hallen, Copenhague, Dinamarca                                     | Pelea por título OIB peso pesado.                                 |
| Victoria | 65–5   | Anthony Willis      | KO   | 8 (10)  | 16/06/1996 | Casino Magic, Bay St. Louis, Misisipi, EE. UU.                            |                                                                   |
| Victoria | 64–5   | Quinn Navarre       | UD   | 10      | 16/04/1996 | Casino Magic, Bay St. Louis, Misisipi, EE. UU.                            |                                                                   |
| Victoria | 63–5   | Curtis Sheppard     | KO   | 4 (10)  | 09/01/1996 | Galveston, Bay St. Louis, Texas, Estados Unidos                           |                                                                   |
| Victoria | 62–5   | Ed Donaldson        | UD   | 10      | 19/09/1995 | Casino Magic, Bay St. Louis, Misisipi, Estados Unidos                     |                                                                   |
| Derrota | 61–5   | Oliver McCall       | UD   | 12      | 08/04/1995 | Caesars Palace, Las Vegas, Nevada, Estados Unidos                         | Pelea por título CMB peso pesado.                                 |
| Victoria | 61–4   | Jesse Ferguson      | UD   | 10      | 09/08/1994 | Mystic Lake Casino, Shakopee, Minnesota, Estados Unidos                   |                                                                   |
| Victoria | 60–4   | Garing Lane         | UD   | 10      | 08/03/1994 | Foxwoods Resort Casino, Mashantucket, Connecticut, Estados Unidos         |                                                                   |
| Victoria | 59–4   | José Ribalta        | UD   | 10      | 28/09/1993 | Casino Magic, Bay St. Louis, Misisipi, Estados Unidos                     |                                                                   |
| Victoria | 58–4   | Paul Poirier        | TKO  | 7 (10)  | 18/05/1993 | Casino Magic, Bay St. Louis, Misisipi, Estados Unidos                     |                                                                   |
| Victoria | 57–4   | Ken Lakusta         | TKO  | 8 (10)  | 13/04/1993 | Casino Magic, Bay St. Louis, Misisipi, Estados Unidos                     |                                                                   |
| Victoria | 56–4   | Rocky Pepeli        | TKO  | 4 (10)  | 09/03/1993 | Casino Magic, Bay St. Louis, Misisipi, Estados Unidos                     |                                                                   |
| Victoria | 55–4   | Everett Martin      | UD   | 10      | 05/01/1993 | Coast Coliseum, Biloxi, Misisipi, Estados Unidos                          |                                                                   |
| Derrota | 54–4   | Evander Holyfield   | UD   | 12      | 19/06/1992 | Caesars Palace, Las Vegas, Nevada, Estados Unidos                         | Pelea por título Lineal, CMB, AMB y FIB peso pesado.              |
| Victoria | 54–3   | Ray Mercer          | UD   | 12      | 07/02/1992 | Convention Center, Atlantic City, Nueva Jersey, Estados Unidos            |                                                                   |
| Victoria | 53–3   | Jamie Howe          | TKO  | 1 (10)  | 12/11/1991 | Coliseum, Jacksonville, Florida, Estados Unidos                           |                                                                   |
| Victoria | 52–3   | Art Card            | UD   | 10      | 17/09/1991 | Marriott World Center, Orlando, Florida, Estados Unidos                   |                                                                   |
| Victoria | 51–3   | Michael Greer       | KO   | 4 (10)  | 24/08/1991 | Neal S. Blaisdell Center, Honolulu, Hawái, Estados Unidos                 |                                                                   |
| Victoria | 50–3   | Eddie Gonzales      | UD   | 10      | 13/08/1991 | Hyatt Regency, Tampa, Florida, Estados Unidos                             |                                                                   |
| Victoria | 49–3   | Tim Anderson        | TKO  | 4 (10)  | 07/04/1991 | Diplomat Hotel, Hollywood, Florida, Estados Unidos                        |                                                                   |
| Derrota | 48–3   | Mike Tyson          | TKO  | 4 (12)  | 22/01/1988 | Convention Center, Atlantic City, Nueva Jersey, Estados Unidos            | Pelea por títulos CMB, AMB, y FIB peso pesado.                    |
| Derrota | 48–2   | Michael Spinks      | SD   | 15      | 19/04/1986 | Hilton Hotel, Las Vegas, Nevada, Estados Unidos                           | Pelea por título The Ring y FIB peso pesado.                      |
| Derrota | 48–1   | Michael Spinks      | UD   | 15      | 21/09/1985 | Riviera Hotel & Casino, Las Vegas, Nevada, Estados Unidos                 | Pierde título The Ring y FIB peso pesado.                         |
| Victoria | 48–0   | Carl Williams       | UD   | 15      | 20/05/1985 | Lawlor Events Center, Reno, Nevada, Estados Unidos                        | Retiene título The Ring y FIB peso pesado.                        |
| Victoria | 47–0   | David Bey           | TKO  | 10 (15) | 15/03/1985 | Riviera Hotel & Casino, Las Vegas, Nevada, Estados Unidos                 | Retiene título The Ring y FIB peso pesado.                        |
| Victoria | 46–0   | James Smith         | TKO  | 12 (15) | 09/11/1984 | Riviera Hotel & Casino, Las Vegas, Nevada, Estados Unidos                 | Retiene título The Ring y FIB peso pesado.                        |
| El 11 de diciembre de 1983 Holmes renuncia al título CMB y acepta el reconocimiento como campeón de la FIB. |        |                     |      |         |            |                                                                           |                                                                   |
| Victoria | 45–0   | Marvis Frazier      | TKO  | 1 (15)  | 25/11/1983 | Caesars Palace, Las Vegas, Nevada, Estados Unidos                         | Retiene título The Ring peso pesado.                              |
| Victoria | 44–0   | Scott Frank         | TKO  | 5 (15)  | 10/09/1983 | Harrah's Marina Hotel Casino, Atlantic City, Nueva Jersey, Estados Unidos | Retiene título CMB y The Ring peso pesado.                        |
| Victoria | 43–0   | Tim Witherspoon     | SD   | 12      | 20/05/1983 | Dunes Hotel & Casino, Las Vegas, Nevada, Estados Unidos                   | Retiene título CMB y The Ring peso pesado.                        |
| Victoria | 42–0   | Lucien Rodríguez    | UD   | 12      | 27/03/1983 | Watres Armory, Scranton, Pensilvania, Estados Unidos                      | Retiene título CMB y The Ring peso pesado.                        |
| Victoria | 41–0   | Randall Cobb        | UD   | 15      | 26/11/1982 | Reliant Astrodome, Houston, Texas, Estados Unidos                         | Retiene título CMB y The Ring peso pesado.                        |
| Victoria | 40–0   | Gerry Cooney        | TKO  | 13 (15) | 11/06/1982 | Caesars Palace, Las Vegas, Nevada, Estados Unidos                         | Retiene título CMB y The Ring peso pesado.                        |
| Victoria | 39–0   | Renaldo Snipes      | TKO  | 11 (15) | 06/11/1981 | Civic Arena, Pittsburgh, Pensilvania, Estados Unidos                      | Retiene título CMB y The Ring peso pesado.                        |
| Victoria | 38–0   | Leon Spinks         | TKO  | 3 (15)  | 12/06/1981 | Joe Louis Arena, Detroit, Míchigan, Estados Unidos                        | Retiene título CMB y [The Ring (revista)\|The Ring]] peso pesado. |
| Victoria | 37–0   | Trevor Berbick      | UD   | 15      | 11/04/1981 | Caesars Palace, Las Vegas, Nevada, Estados Unidos                         | Retiene título CMB y The Ring peso pesado.                        |
| Victoria | 36–0   | Muhammad Ali        | RTD  | 10 (15) | 02/10/1980 | Caesars Palace, Las Vegas, Nevada, Estados Unidos                         | Retiene título CMB y gana título The Ring peso pesado.            |
| Victoria | 35–0   | Scott LeDoux        | TKO  | 7 (15)  | 07/07/1980 | Metropolitan Sports Center, Bloomington, Minnesota, Estados Unidos        | Retiene título CMB peso pesado.                                   |
| Victoria | 34–0   | Leroy Jones         | TKO  | 8 (15)  | 31/03/1980 | Caesars Palace, Las Vegas, Nevada, Estados Unidos                         | Retiene título CMB peso pesado.                                   |
| Victoria | 33–0   | Lorenzo Zanon       | KO   | 6 (15)  | 03/02/1980 | Caesars Palace, Las Vegas, Nevada, Estados Unidos                         | Retiene título CMB peso pesado.                                   |
| Victoria | 32–0   | Earnie Shavers      | TKO  | 11 (15) | 28/09/1979 | Caesars Palace, Las Vegas, Nevada, Estados Unidos                         | Retiene título CMB peso pesado.                                   |
| Victoria | 31–0   | Mike Weaver         | TKO  | 12 (15) | 22/06/1979 | Madison Square Garden, Nueva York, Nueva York, EE. UU.                    | Retiene título CMB peso pesado.                                   |
| Victoria | 30–0   | Ossie Ocasio        | TKO  | 7 (15)  | 23/03/1979 | Hilton Hotel, Las Vegas, Nevada, EE. UU.                                  | Retiene título CMB peso pesado.                                   |
| Victoria | 29–0   | Alfredo Evangelista | KO   | 7 (15)  | 10/11/1978 | Caesars Palace, Las Vegas, Nevada, Estados Unidos                         | Retiene título CMB peso pesado.                                   |
| Victoria | 28–0   | Ken Norton          | SD   | 15      | 09/06/1978 | Caesars Palace, Las Vegas, Nevada, Estados Unidos                         | Gana título CMB peso pesado.                                      |
| Victoria | 27–0   | Earnie Shavers      | UD   | 12      | 25/03/1978 | Caesars Palace, Las Vegas, Nevada, Estados Unidos                         | Pelea eliminatoria por título CMB peso pesado.                    |
| Victoria | 26–0   | Ibar Arrington      | TKO  | 10 (10) | 05/11/1977 | Caesars Palace, Las Vegas, Nevada, Estados Unidos                         |                                                                   |
| Victoria | 25–0   | Fred Houpe          | TKO  | 7 (10)  | 14/09/1977 | Caesars Palace, Las Vegas, Nevada, Estados Unidos                         |                                                                   |
| Victoria | 24–0   | Horace Robinson     | TKO  | 5 (10)  | 17/03/1977 | Roberto Clemente Coliseum, San Juan, Puerto Rico                          |                                                                   |
| Victoria | 23–0   | Tom Prater          | UD   | 8       | 16/01/1977 | Aboard USS Lexington, Pensacola, Florida, Estados Unidos                  |                                                                   |
| Victoria | 22–0   | Roy Williams        | UD   | 10      | 30/04/1976 | Capital Centre, Landover, Maryland, Estados Unidos                        |                                                                   |
| Victoria | 21–0   | Fred Askew          | TKO  | 2 (10)  | 05/04/1976 | Capital Centre, Landover, Maryland, Estados Unidos                        |                                                                   |
| Victoria | 20–0   | Joe Gholston        | TKO  | 8 (10)  | 29/01/1976 | Kirby Sports Center, Easton, Pensilvania, Estados Unidos                  |                                                                   |
| Victoria | 19–0   | Billy Joiner        | TKO  | 3 (10)  | 20/12/1975 | Roberto Clemente Coliseum, Hato Rey, Puerto Rico                          |                                                                   |
| Victoria | 18–0   | Leon Shaw           | KO   | 1 (10)  | 09/12/1975 | D.C. Armory, Washington D. C., Estados Unidos                             |                                                                   |
| Victoria | 17–0   | Rodney Bobick       | TKO  | 6 (10)  | 01/10/1975 | Araneta Coliseum, Quezon City, Metro Manila, Philippines                  |                                                                   |
| Victoria | 16–0   | Charlie James       | PTS  | 10      | 26/08/1975 | Honolulu, Hawái, Estados Unidos                                           |                                                                   |
| Victoria | 15–0   | Obie English        | TKO  | 7 (10)  | 16/08/1975 | Catholic Youth Center, Scranton, Pensilvania, Estados Unidos              |                                                                   |
| Victoria | 14–0   | Ernie Smith         | KO   | 3 (8)   | 16/05/1975 | Las Vegas Convention Center, Las Vegas, Nevada, Estados Unidos            |                                                                   |
| Victoria | 13–0   | Robert Yarborough   | KO   | 4 (?)   | 26/04/1975 | Maple Leaf Gardens, Toronto, Ontario, Canadá                              |                                                                   |
| Victoria | 12–0   | Oliver Wright       | TKO  | 3 (?)   | 09/04/1975 | Honolulu International Center, Honolulu, Hawái, Estados Unidos            |                                                                   |
| Victoria | 11–0   | Charley Green       | KO   | 1 (8)   | 24/03/1975 | Richfield Coliseum, Richfield, Ohio, Estados Unidos                       |                                                                   |
| Victoria | 10–0   | Joe Hathaway        | TKO  | 1 (8)   | 11/12/1974 | Catholic Youth Center, Scranton, Pensilvania, Estados Unidos              |                                                                   |
| Victoria | 9–0    | Bob Mashburn        | TKO  | 7 (8)   | 29/05/1974 | Catholic Youth Center, Scranton, Pensilvania, Estados Unidos              |                                                                   |
| Victoria | 8–0    | Howard Darlington   | TKO  | 4 (6)   | 24/04/1974 | Catholic Youth Center, Scranton, Pensilvania, Estados Unidos              |                                                                   |
| Victoria | 7–0    | Kevin Isaac         | TKO  | 3 (6)   | 28/11/1973 | Arena, Cleveland, Ohio, Estados Unidos                                    |                                                                   |
| Victoria | 6–0    | Jerry Judge         | PTS  | 6       | 14/11/1973 | Catholic Youth Center, Scranton, Pensilvania, Estados Unidos              |                                                                   |
| Victoria | 5–0    | Bob Bozic           | PTS  | 6       | 10/09/1973 | Madison Square Garden, Nueva York, Nueva York, EE. UU.                    |                                                                   |
| Victoria | 4–0    | Don Branch          | PTS  | 6       | 22/08/1973 | Catholic Youth Center, Scranton, Pensilvania, Estados Unidos              |                                                                   |
| Victoria | 3–0    | Curtis Whitner      | TKO  | 1 (4)   | 20/06/1973 | Catholic Youth Center, Scranton, Pensilvania, Estados Unidos              |                                                                   |
| Victoria | 2–0    | Art Savage          | TKO  | 3 (4)   | 02/05/1973 | Catholic Youth Center, Scranton, Pensilvania, Estados Unidos              |                                                                   |
| Victoria | 1–0    | Rodell Dupree       | PTS  | 4       | 21/03/1973 | Catholic Youth Center, Scranton, Pensilvania, Estados Unidos              |                                                                   |